# The Fiery Cross
The Fiery Cross (em Portugal e Brasil: A Cruz de Fogo) é o quinto livro da série literária de fantasia romântica Outlander da escritora americana Diana Gabaldon. O livro foi lançado em 6 de novembro de 2001 nos Estados Unidos pela editora Delacorte Press. No Brasil, foi publicado no ano de 2009 em duas partes pela editora Rocco, e em Portugal, foi publicado no ano de 2017 pela editora Casa das Letras.
Neste volume, o bravo Jamie Fraser - um guerreiro escocês do século XVIII - vive na colônia da Carolina do Norte, que está sobre um tempo de frágil equilíbrio entre os legalistas e os reguladores. Proprietário de muitas terras, Jamie é convocado a liderar uma milícia contra os rebeldes; ele, assim como Claire, a viajante do futuro do século XX, sabe que a independência das colônias é uma questão de tempo.
A quinta temporada da adaptação televisiva da Starz, Outlander, teve o roteiro baseado neste livro.

## Enredo
A história começa onde Drums of Autumn pararam - Claire e Jamie Fraser participam do Encontro no Monte Helicon, na colônia da Carolina do Norte, enquanto sua filha Brianna se prepara para seu casamento com Roger MacKenzie e o batismo de seu filho Jeremiah. As coisas mudam, naturalmente, mas depois de um dia muito longo, de fato, o jovem Jemmy é batizado e Roger e Bree finalmente se casam, e os moradores de Fraser's Ridge voltam para casa, embora Jamie tenha recebido uma carta do governador Tryon o instruindo a formar uma milícia. Ele faz isso e leva seus homens a cumprir seu dever de fazer cumprir a lei do rei, mas Jamie e Claire se desviam de uma visita à fazenda de Beardsley, onde encontram um homem em apuros junto com sua esposa. Depois de resolver esse encontro perturbador, a milícia volta para casa, tendo sido libertada pelo governador antes que qualquer batalha real possa ocorrer, e eles voltam para casa mais uma vez.
Na primavera, os Frasers e os MacKenzies viajam até River Run para assistir ao casamento de Jocasta Cameron com Duncan Innes, e seguem-se vários tópicos de intrigas: um noivo desaparecido, um escravo encontrado drogado e inconsciente nos arbustos, o irritantemente persistente Wylie, o Donald MacDonald, um soldado britânico interessado em se encontrar com Jamie, e vários convidados dando opiniões a favor e contra aqueles que se denominam "reguladores". No final, o casamento acontece, mas um escravo acaba morto e Claire suspeita de assassinato. No curso de sua investigação, ela e Jamie têm um breve encontro com Stephen Bonnet e passam uma noite interrogando Phillip Wylie, que foi visto aparentemente se aliando ao famoso contrabandista. Eles também descobrem um segredo de longa data de Jocasta.
Poucos meses depois, a milícia é convocada mais uma vez para o serviço, à medida que as tensões aumentam entre o governo e os Reguladores. Uma batalha ocorre em Alamance, onde Roger se encontra no lugar errado na hora errada. A pequena rebelião é reprimida, mas com um grande custo para a família MacKenzie e para a saúde e o espírito de Roger.
As famílias retornam ao cume para se curar, embora não fiquem em paz por muito tempo - até mesmo para uma terrível tempestade com raios e incêndios florestais, em meio a rumores de um urso-fantasma matador de homens em uma aldeia indígena nas proximidades ou por palavras recorrentes do paradeiro de Stephen Bonnet, que Jamie persegue há incontáveis meses. Roger insiste que Jamie o ensine a lutar, insinuando seu desejo de matar Bonnet, e Jamie concorda em ajudá-lo, embora com uma certa quantidade de dúvida sobre a sabedoria de fazê-lo. Em uma viagem de caça, Jamie é mordido por uma cobra venenosa, e Roger faz o que pode para deixar seu sogro vivo, e isso deixa os dois mais próximos. Após serem encontrados na floresta, os homens são levados para Fraser's Ridge onde Claire cuida de seu marido.
Enquanto Jamie se recupera, Roger arranja alguns novos inquilinos para se instalarem no Ridge - como Thomas Christie, um homem que havia sido preso com Jamie em Ardsmuir e seu filho e filha. Enquanto isso, Claire descobre que seus conhecimentos médicos modernos foram publicados acidentalmente num folhetim com o pseudônimo Dr. Rawlings e Jamie organiza uma reunião planejada e complicada para capturar Stephen Bonnet. Ele e Roger viajam para Wilmington enquanto o resto de sua família permanece na cidade. As coisas não saem como planejado, e Claire, Brianna e Marsali, juntamente com Jemmy, Germain e Joan, enfrentam um encontro perigoso com Bonnet, enquanto Jamie e Roger lutam por suas vidas contra dois inimigos.
Temendo pela segurança dos habitantes de River Run, Jocasta decide dividir o seu ouro francês como herança a sua família. Jaime e Claire, sem saber se Stephen Bonnet ainda vive, finalmente voltam para casa, retomando as tarefas domésticas da vida em uma fazenda. Mais tarde, enquanto Jamie e Roger estão trabalhando em suas plantações eles quase são atacados por um javali, mas são salvos pelo oportuno retorno do jovem Ian, que finalmente retornou após se exiliar do povo Mohawk. Ele traz consigo um livro do falecido Robert Springer, também conhecido como Dente de Lontra, e ao decifrar seu roteiro codificado em latim, eles descobrem que Robert era um viajante do tempo e conhecem mais sobre o fenômeno da viagem no tempo. O pequeno Jemmy demonstra para todos que está habito a viajar pelas pedras também e após Brianna e Roger tentarem viajarem com seu filho para o século XX em busca de segurança, acontece algo errado e a viagem não tem sucesso. Por fim, Roger promete que ele e sua família permanecerão no Ridge - que eles ficarão ao lado de Jamie e Claire, enquanto conflitos e guerras se aproximam inexoravelmente.

## Personagens principais
- Claire Fraser: Protagonista da história, nascida no século XX que foi casada com Frank Randall e depois se casou com James Fraser após viajar para o século XVIII.
- James "Jamie" Fraser: Escocês, original das terras de Broch Tuarach em Lallybroch, Terras Altas. Jaime é um guerreiro nato, que agora é proprietário do Fraser's Ridge.
- Brianna Randall MacKenzie: Filha de Claire e Jamie, criada como filha adotiva por Frank. É casada com Roger e é mãe de Jemeriah.
- Roger MacKenzie: Filho adotivo do reverendo Reginald Wakefield. Ele é dessedente de Dougal MacKenzie e Geillis Duncan.
- Claudel "Fergus" Fraser: Órfão francês que foi adotado quando criança por Jamie e Claire. É casado com a enteada de Jamie, Marsali.
- Ian Fraser Murray (Jovem Ian): Filho de Jenny e Ian Murray, é sobrinho de Jamie. Ian é um jovem aventureiro que conviveu com os índios Moicanos após chegar na América.
- Stephen Bonnet: Um pirata, contrabandista, assassino e homem de má reputação, que Jamie e Claire Fraser conhecem pela primeira vez quando saem de Charleston, Carolina do Sul. Ele também violou Brianna e é o possível pai biológico de Jeremiah.
- Jocasta MacKenzie Cameron: Irmã mais nova de Ellen, Colum e Dougal MacKenzie, e cresceu com seus irmãos em Castle Leoch. Ela era uma artista muito habilidosa, como a irmã, antes de gradualmente perder a visão.